# Masters de Miami 2012
El Masters de Miami 2012, llamado Sony Ericsson Open por motivos de patrocinio, es un torneo de tenis que fue disputado desde el 21 de marzo al 1 de abril.

## Campeones

### Individuales masculino
- Novak Djokovic vence a  Andy Murray por 6-1, 7-6(4).

Es el segundo título de Djokovic en el año y el 30° de su carrera. También fue su tercera victoria en Miami (también ganó en 2007 y 2011). Y fue su primer Masters del año y el 11° de su carrera.

### Individuales femenino
- Agnieszka Radwańska vence a  María Sharápova por 7-5, 6-4

Es el noveno título en la carrera de la polaca y el segundo de la presente temporada. También fue el segundo Premier Mandatory de su carrera y el quinto en general.

### Dobles masculino
- Leander Paes /  Radek Štěpánek vencen a  Max Mirnyi /  Daniel Nestor por 3-6, 6-1, [10-8].

### Dobles femenino
- María Kirilenko /  Nadia Petrova vencen a  Sara Errani /  Roberta Vinci por 7-6(0), 4-6, [10-4].